# Baribour
Baribour är ett distrikt i Kambodja.   Det ligger i provinsen Kampong Chhnang, i den centrala delen av landet, 110 km nordväst om huvudstaden Phnom Penh. Antalet invånare är 51 516.